# Les Prouesses de Gonzales
Pour plus de détails, voir Fiche technique et Distribution.
Les Prouesses de Gonzales (Gonzales' Tamales) est un court métrage américain Looney Tunes de 1957 réalisé par Friz Freleng, mettant en scène Speedy Gonzales et Grosso Mineto.